# Wilfred Velásquez
Wilfred Armando Velásquez González (ur. 10 września 1985 w Tiquisate) – gwatemalski piłkarz grający na pozycji pomocnika. Jest wychowankiem klubu CD Suchitepéquez.

## Kariera klubowa
Karierę piłkarską Velásquez rozpoczął w klubie CD Suchitepéquez z miasta Mazatenango. W sezonie 2004/2005 zadebiutował w jego barwach w pierwszej lidze gwatemalskiej. Od sezonu 2006/2007 jest jego podstawowym zawodnikiem.
| Sezon   | Klub             | Kraj      | Rozgrywki     | Mecze | Bramki |
| ------- | ---------------- | --------- | ------------- | ----- | ------ |
| 2004/05 | CD Suchitepéquez | Gwatemala | Liga Nacional | 4     | 0      |
| 2005/06 | CD Suchitepéquez | Gwatemala | Liga Nacional | 15    | 0      |
| 2006/07 | CD Suchitepéquez | Gwatemala | Liga Nacional | 32    | 1      |
| 2007/08 | CD Suchitepéquez | Gwatemala | Liga Nacional | 27    | 0      |
| 2008/09 | CD Suchitepéquez | Gwatemala | Liga Nacional | 33    | 0      |
| 2009/10 | CD Suchitepéquez | Gwatemala | Liga Nacional | 30    | 3      |
| 2010/11 | CD Suchitepéquez | Gwatemala | Liga Nacional |       |        |

## Kariera reprezentacyjna
W reprezentacji Gwatemali Velásquez zadebiutował w 2009 roku. W 2011 roku został powołany do kadry na Złoty Puchar CONCACAF 2011. Rozegrał na nim 3 mecze: z Hondurasem (0:0), z Jamajką (0:2) i z Grenadą (4:0).